# Erik Brander
Se även Eric Brander.
Erik Brander, född 22 maj 1961 i Vasa, är en finlandssvensk barnskådespelare och dragspelsvirtuos. Han är son till Stig Erik Brander (1928–2010) och Elin Alice Pada (1926–2005). Syskon är Stig Rickard Brander, Elin Margareta Grape och Märta Susann Kielland.
Erik Brander bor för närvarande med sin familj i Jyväskylä, Finland.

## Filmografi
- 1965 – Vaaksa Vaaraa
- 1973 – Anderssonskans Kalle i busform

## Relaterade länkar
- Branders Apotek, Finskt apotek i Vasa som legat i ägo av släkten Branders tidiga generationer
- Erik Brander på Internet Movie Database (engelska)